# Německá fotbalová reprezentace do 20 let
Německá fotbalová reprezentace do 20 let reprezentuje Německo (a dříve NSR) na mezinárodních turnajích, jako je Mistrovství světa ve fotbale hráčů do 20 let.

## Mistrovství světa
| Rok    | Účast                                            | Soupisky |
| ------ | ------------------------------------------------ | -------- |
| 1977   | nekvalifikovali se                               |          |
| 1979   | nekvalifikovali se                               |          |
| 1981   | (jako NSR)                                       |          |
| 1983   | nekvalifikovali se                               |          |
| 1985   | nekvalifikovali se                               |          |
| 1987   | (jako NSR)                                       |          |
| 1989   | nekvalifikovali se                               |          |
| 1991   | nekvalifikovali se                               |          |
| 1993   | nepostoupili ze skupiny                          |          |
| 1995   | nepostoupili ze skupiny                          |          |
| 1997   | nekvalifikovali se                               |          |
| 1999   | nepostoupili ze skupiny                          |          |
| 2001   | Vyřazení v osmifinále Francií                    |          |
| 2003   | nepostoupili ze skupiny                          |          |
| 2005   | Vyřazení ve čtvrtfinále Brazílií                 |          |
| 2007   | nekvalifikovali se                               |          |
| 2009   | Vyřazení ve čtvrtfinále Brazílií                 |          |
| 2011   | nekvalifikovali se                               |          |
| 2013   | nekvalifikovali se                               |          |
| 2015   | Vyřazení ve čtvrtfinále Mali                     |          |
| 2017   |                                                  |          |
| 2019   |                                                  |          |
| 2021   |                                                  |          |
| Celkem | účast – 10× zlato – 1×, stříbro – 1×, bronz – 0× |          |